# PZL IS-2
PZL IS-2 – polski prototypowy, lekki śmigłowiec wielozadaniowy opracowany przez PZL-Świdnik oraz Instytut Lotnictwa w latach dziewięćdziesiątych XX wieku.

## Historia
Na początku lat 90. XX wieku rozpoczęto prace nad opracowaniem nowego dwumiejscowego, polskiego śmigłowca, napędzanego silnikiem tłokowym oraz wykonanego z materiałów kompozytowych. Podczas projektowania dużą wagę położono na otrzymanie maszyny bezpiecznej, taniej i prostej w eksploatacji oraz posiadającej dobre właściwości pilotażowe.
Głównym konstruktorem projektu został mgr inż. Tadeusz Czechyra, od 1996 roku mgr inż. Maciej Romicki. W 1995 roku zbudowano makietę śmigłowca, którą zaprezentowano 26 października na wystawie  Komitetu Badań Naukowych i Instytutu Lotnictwa w rozwoju przemysłu lotniczego. W połowie 2002 roku zbudowano prototyp oraz wykonano jego dokumentację. Prace nad śmigłowcem IS-2 zakończono na etapie prototypu do badań naziemnych.

## Konstrukcja
Śmigłowiec IS-2 wykonano w całości z tworzyw sztucznych. W konstrukcji płatowca rozważano dwa silniki: Textron Lycoming O-320 o mocy 110 kW (150 KM) bądź też posiadający większą moc PZL-Franklin 6A-350-C1 o mocy 150 kW (204 KM), które napędzały trójpłatowy wirnik nośny. Śmigło ogonowe było czteropłatowe, umieszczone w specjalnym tunelu. Kadłub posiadał zabudowaną kabinę pilotów, którą wykonano z kompozytu szklano-epoksydowego. Śmigłowiec posiadał belkę ogonową wykonaną z duralu oraz podwozie płozowe.